# 持田優奈
持田 優奈 (もちだ ゆうな、2001年3月16日 - ）は日本の女優、タレント。青春高校3年C組の元生徒。神奈川県出身。かつてはTWIN PLANET、ヒラタオフィスに所属し現在はフリーで活動中。身長157.5cm。血液型O型。

## 略歴
2018年から2021年3月まで、テレビ東京『青春高校3年C組』のレギュラーメンバーを務めた。青春高校3年C組アイドル部のBlue Springに所属。2020年1月22日、『君のことをまだ何も知らない』でメジャーデビュー。カップリング曲である『青春のスピード』および公演曲である『サンダルガール』にてセンターを担当。2021年2月19日（18日深夜）放送のドラマ『あなた犯人じゃありません』第6話にて主演を務めた。
2021年3月、『青春高校3年C組』の終了に伴い、卒業およびTWINPLANETを退所。2021年4月よりヒラタオフィスに所属。

## 出演
青春高校3年C組アイドル部全体で出演したものを除く
『青春高校3年C組』時代
- 電脳トークTV (2019年4月8日～2019年10月28日 2019年12月1日～12月22日、2020年1月13日～2020年9月28日 テレビ東京)
- 緊急SOS!池の水ぜんぶ抜く大作戦 (2019年12月22日 テレビ東京 日比野・前川も出演）
- 所さんの学校では教えてくれないそこんトコロ! (2020年1月17日、8月28日 テレビ東京）

女優時代
- 真犯人フラグ 第20話（最終回） (2022年3月13日、日本テレビ）
- 勝利の法廷式 第一話 (2023年4月13日（2023年4月14日深夜）、読売テレビ・日本テレビ）
- この素晴らしき世界 第9話（最終回） (2023年9月14日、フジテレビ）